# 413 v.Chr.
Het jaar 413 v.Chr. is een jaartal volgens de christelijke jaartelling.

## Gebeurtenissen

### Griekenland
- Archelaüs I (413 - 399 v.Chr.) wordt koning van Macedonië. Hij komt aan de macht door alle rivalen te vermoorden: zijn halfbroer (zeven jaar oud), oom Alcetas II en diens zoon.
- Begin van de Dekeleïsche Oorlog (413 - 404 v.Chr.), Alcibiades raadt Sparta aan om de vesting van Dekeleia te veroveren.
- Thracische peltasten (1300 man) onder strategos Diitrephes, plunderen in Boeotië de steden Tanagra en Mykalessos.
- Koning Agis II van Sparta leidt een strafexpeditie en verwoest het territorium van Attika.

### Italië
- De Atheense vloot wordt vernietigd in de haven van Syracuse. Kort daarna worden de Atheners verslagen in de slag bij Asinaros.
- De Griekse krijgsgevangenen worden verplicht om dwangarbeid te verrichten in de steengroeven.
- Demosthenes en Nicias worden na het beleg van Syracuse gevangengenomen en geëxecuteerd.

### Perzië
- Koning Darius II stuurt Pharnabazus naar Ionië om te onderhandelen over een oorlog met Athene.
- Tissaphernes, de Perzische satraap van Carië en Lydië sluit een alliantie met Sparta.

## Overleden
- Demosthenes, Atheens veldheer
- Nicias (~470 v.Chr. - ~413 v.Chr.), Atheens staatsman en veldheer (57)
- Perdiccas II van Macedonië